# Холтзе
Холтзе (њем. Holtsee) општина је у њемачкој савезној држави Шлезвиг-Холштајн. Једно је од 165 општинских средишта округа Рендсбург. Према процјени из 2010. у општини је живјело 1.359 становника. Посједује регионалну шифру (AGS) 1058080, NUTS (DEF0B) и LOCODE (DE HLS) код.

## Географски и демографски подаци
Холтзе се налази у савезној држави Шлезвиг-Холштајн у округу Рендсбург. Општина се налази на надморској висини од 23 метра. Површина општине износи 21,7 km². У самом мјесту је, према процјени из 2010. године, живјело 1.359 становника. Просјечна густина становништва износи 63 становника/km².